# Провітрювання

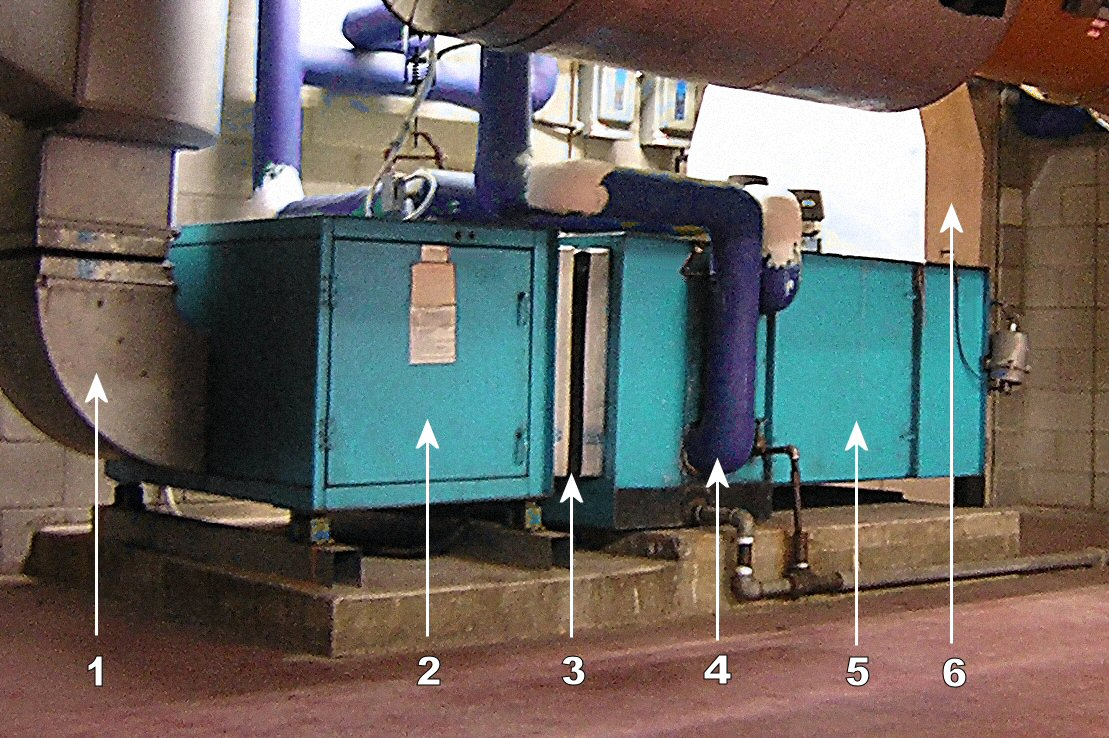

Провітрювання (рос. проветривание, англ. ventilation, нім. Belüftung f, Bewetterung f) — стійке і тривале підтримання в жилих і промислових приміщеннях атмосфери в стані належної чистоти за складом та раціональної теплової ефективності.
Розрізняють провітрювання природне (тяга повітря здійснюється за рахунок різниці температур повітря) і штучне (тяга здійснюється вентиляторами шляхом нагнітання свіжого повітря або відсмоктування забрудненого).
Штучний спосіб поділяється на нагнітальний, всмоктувальний та комбінований (нагнітально-всмоктувальний).